# Parohia Saint Peter (Antigua și Barbuda)

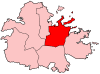
Localizarea parohiei în Insula Antigua

Saint Peter este o parohie din Antigua și Barbuda